# Chemiré-le-Gaudin
Chemiré-le-Gaudin est une commune française, située dans le département de la Sarthe en région Pays de la Loire, peuplée de 996 habitants (les Chemiréens).
La commune fait partie de la province historique du Maine, et se situe dans la Champagne mancelle.

## Géographie
Les hameaux de Saint-Benoît-sur-Sarthe et de Athenay (anciennement Athené) sont en fait des anciennes communes rattachées à Chemiré-le-Gaudin en 1809.

### Communes limitrophes
| Crannes-en-Champagne | Souligné-Flacé                       | Louplande        |
| Maigné               | Chemiré-le-Gaudin                    |                  |
|                      | Fercé-sur-Sarthe, La Suze-sur-Sarthe | Roëzé-sur-Sarthe |

### Climat
Pour des articles plus généraux, voir Climat des Pays de la Loire et Climat de la Sarthe.
En 2010, le climat de la commune est de type climat océanique dégradé des plaines du Centre et du Nord, selon une étude du CNRS s'appuyant sur une série de données couvrant la période 1971-2000. En 2020, Météo-France publie une typologie des climats de la France métropolitaine dans laquelle la commune est exposée à un climat océanique et est dans la région climatique  Moyenne vallée de la Loire, caractérisée par une bonne insolation (1 850 h/an) et un été peu pluvieux. 
Pour la période 1971-2000, la température annuelle moyenne est de 11,2 °C, avec une amplitude thermique annuelle de 14,3 °C. Le cumul annuel moyen de précipitations est de 710 mm, avec 11,6 jours de précipitations en janvier et 6,8 jours en juillet. Pour la période 1991-2020, la température moyenne annuelle observée sur la station météorologique de Météo-France la plus proche, sur la commune du Mans à 18 km à vol d'oiseau, est de 12,4 °C et le cumul annuel moyen de précipitations est de 693,4 mm,. Pour l'avenir, les paramètres climatiques de la commune estimés pour 2050 selon différents scénarios d'émission de gaz à effet de serre sont consultables sur un site dédié publié par Météo-France en novembre 2022.

## Urbanisme

### Typologie
Au 1er janvier 2024, Chemiré-le-Gaudin est catégorisée commune rurale à habitat dispersé, selon la nouvelle grille communale de densité à sept niveaux définie par l'Insee en 2022.
Elle est située hors unité urbaine. Par ailleurs la commune fait partie de l'aire d'attraction du Mans, dont elle est une commune de la couronne,. Cette aire, qui regroupe 144 communes, est catégorisée dans les aires de 200 000 à moins de 700 000 habitants,.

### Occupation des sols
L'occupation des sols de la commune, telle qu'elle ressort de la base de données européenne d’occupation biophysique des sols Corine Land Cover (CLC), est marquée par l'importance des territoires agricoles (94,8 % en 2018), en augmentation par rapport à 1990 (93,9 %). La répartition détaillée en 2018 est la suivante : 
terres arables (49,9 %), prairies (44,2 %), forêts (3,8 %), zones urbanisées (1,4 %), zones agricoles hétérogènes (0,7 %). L'évolution de l’occupation des sols de la commune et de ses infrastructures peut être observée sur les différentes représentations cartographiques du territoire : la carte de Cassini (XVIIIe siècle), la carte d'état-major (1820-1866) et les cartes ou photos aériennes de l'IGN pour la période actuelle (1950 à aujourd'hui).

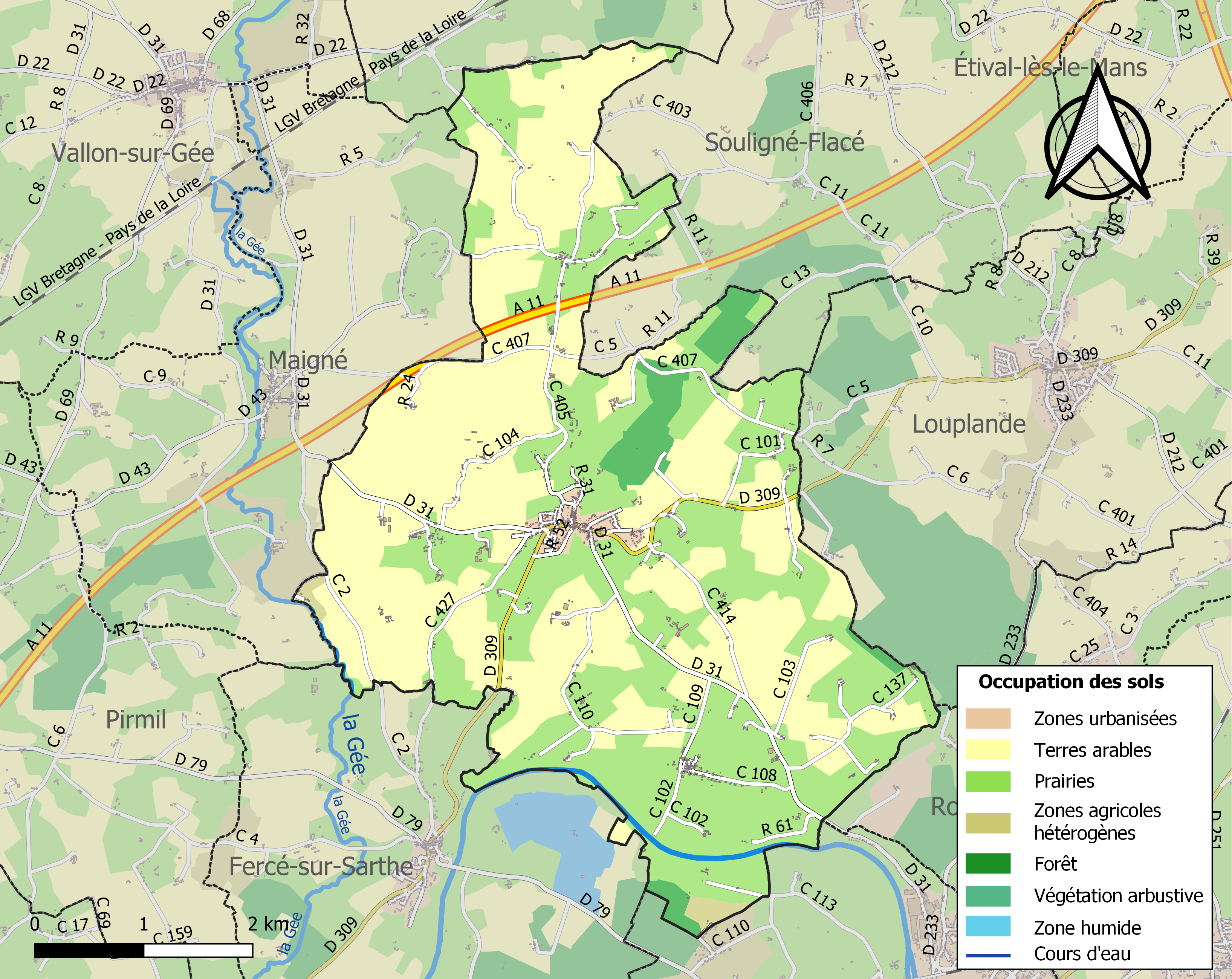
Carte des infrastructures et de l'occupation des sols de la commune en 2018 (CLC).

## Histoire
Le 28 octobre 1778, deux nouvelles cloches fondues de la veille pour l'église de Chemiré-le-Gaudin sont baptisées et bénites. La Grosse est nommée Renée Françoise (parrain : René Louis d'Aux, chevalier, marquis d'Aux ; marraine : Françoise Magdelaine Le Bon). La Petite est nommée Perrine Catherine (parrain : Pierre Louis d'Aux, chevalier ; marraine : dame Catherine Nepveu de Rouillon).

## Politique et administration
| Période                                  | Période   | Identité                 | Étiquette | Qualité     |
| ---------------------------------------- | --------- | ------------------------ | --------- | ----------- |
| 1806                                     | 1808      | Louis François Chevalier |           | Fermier     |
| ?                                        | mars 2001 | Jean-Louis Roveyaz       |           | Agriculteur |
| mars 2001                                | mars 2014 | François-Xavier Lefeuvre | SE        | Agriculteur |
| mars 2014                                | En cours  | Michel Pavard            | SE        | Agriculteur |
| Les données manquantes sont à compléter. |           |                          |           |             |

## Démographie
L'évolution du nombre d'habitants est connue à travers les recensements de la population effectués dans la commune depuis 1793. Pour les communes de moins de 10 000 habitants, une enquête de recensement portant sur toute la population est réalisée tous les cinq ans, les populations de référence des années intermédiaires étant quant à elles estimées par interpolation ou extrapolation. Pour la commune, le premier recensement exhaustif entrant dans le cadre du nouveau dispositif a été réalisé en 2008.
En 2022, la commune comptait 996 habitants, en évolution de +2,79 % par rapport à 2016 (Sarthe : −0,25 %, France hors Mayotte : +2,11 %).
| 1793  | 1800 | 1806  | 1821  | 1831  | 1836  | 1841  | 1846  | 1851  |
| ----- | ---- | ----- | ----- | ----- | ----- | ----- | ----- | ----- |
| 1 069 | 985  | 1 135 | 1 668 | 1 680 | 1 616 | 1 600 | 1 668 | 1 635 |

| 1856  | 1861  | 1866  | 1872  | 1876  | 1881  | 1886  | 1891  | 1896  |
| ----- | ----- | ----- | ----- | ----- | ----- | ----- | ----- | ----- |
| 1 606 | 1 596 | 1 484 | 1 334 | 1 282 | 1 221 | 1 203 | 1 141 | 1 123 |

| 1901  | 1906  | 1911  | 1921 | 1926 | 1931 | 1936 | 1946 | 1954 |
| ----- | ----- | ----- | ---- | ---- | ---- | ---- | ---- | ---- |
| 1 111 | 1 078 | 1 075 | 932  | 966  | 918  | 848  | 962  | 877  |

| 1962 | 1968 | 1975 | 1982 | 1990 | 1999 | 2006 | 2008 | 2013 |
| ---- | ---- | ---- | ---- | ---- | ---- | ---- | ---- | ---- |
| 846  | 784  | 762  | 803  | 819  | 901  | 928  | 934  | 958  |

| 2018 | 2022 | - | - | - | - | - | - | - |
| ---- | ---- | - | - | - | - | - | - | - |
| 990  | 996  | - | - | - | - | - | - | - |

## Économie
Comme pour d’autres communes de la Sarthe, le sous-sol de Chemiré-le-Gaudin contiendrait des sources exploitables d’eaux de salinité conforme aux critères des stations thermales. Elles n’ont toutefois pas été exploitées. La presse écrite régionale, notamment l’ancien quotidien La Sarthe, cite la Fontaine du Pré-de-Salines au hameau d’Athenay et la Fontaine de Larcher sur celui de Saint-Benoît.

## Lieux et monuments
- Château de la Sauvagère, dont le portail est inscrit au titre des Monuments historiques[22] depuis 1928.
- Château de Bellefille, des XVIe et XVIIIe siècles, inscrit au titre des monuments historiques[23] depuis 1973.
- Manoir de Préau.

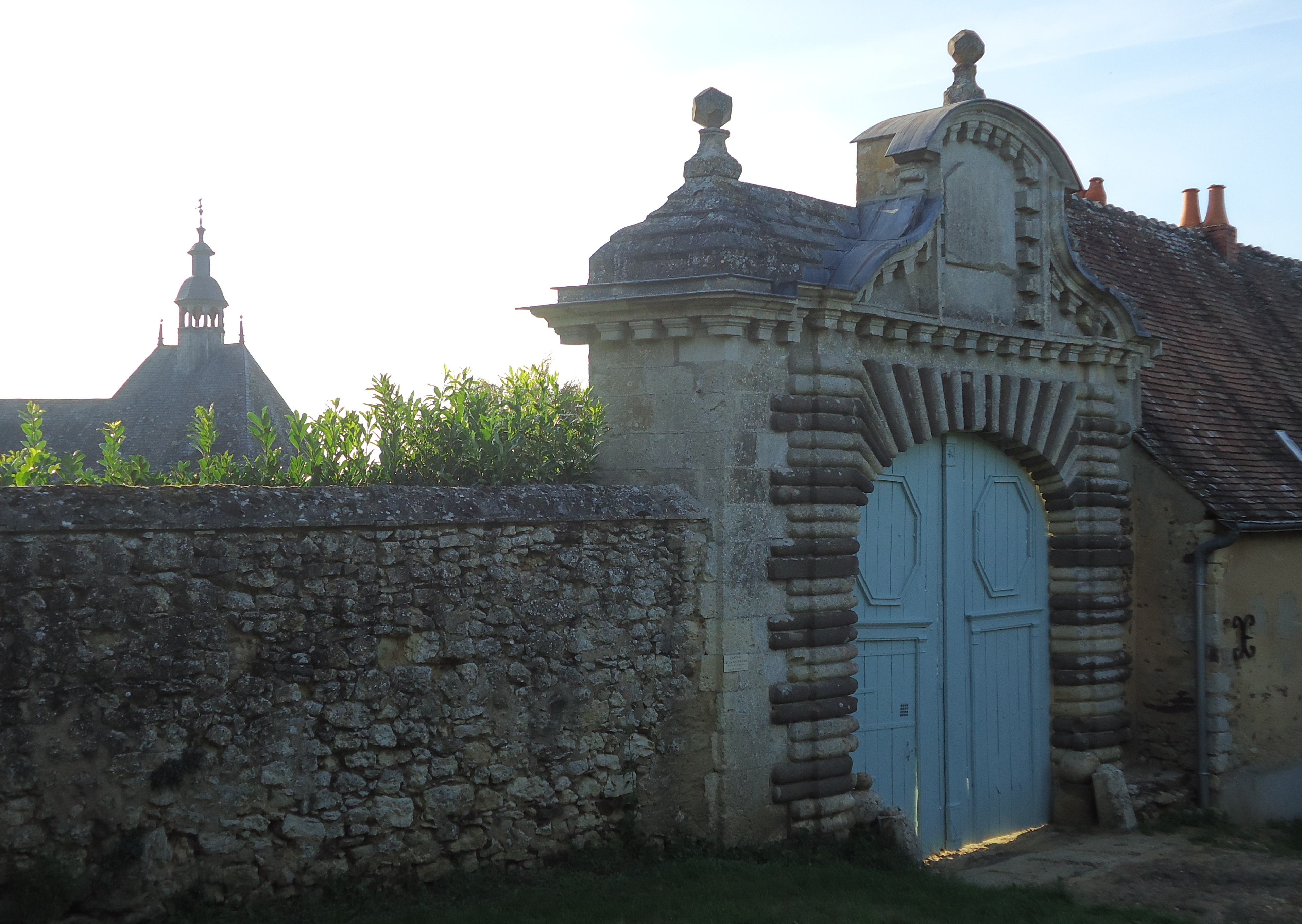
Le portail du château de la Sauvagère
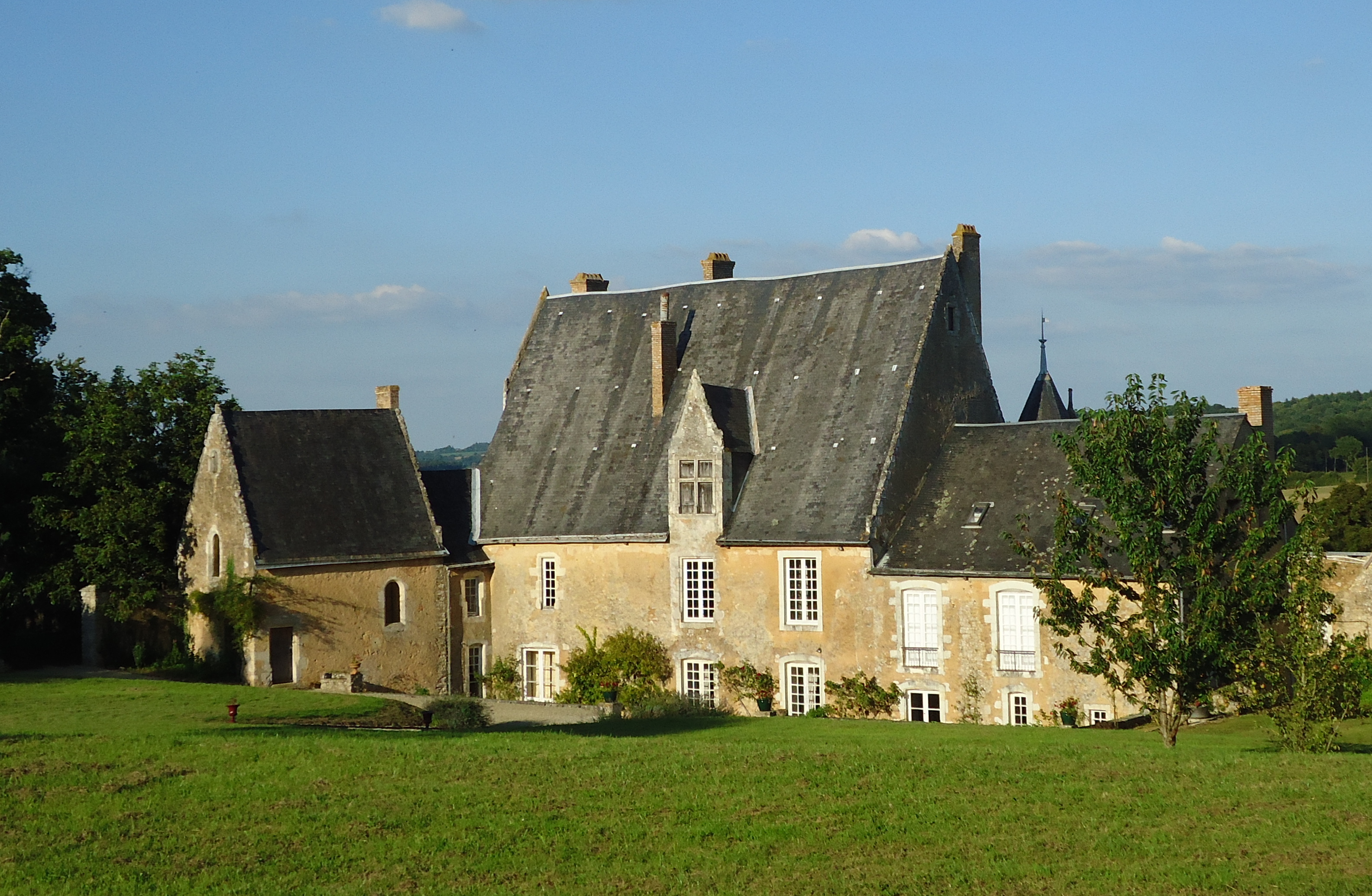
Le château de Bellefille.
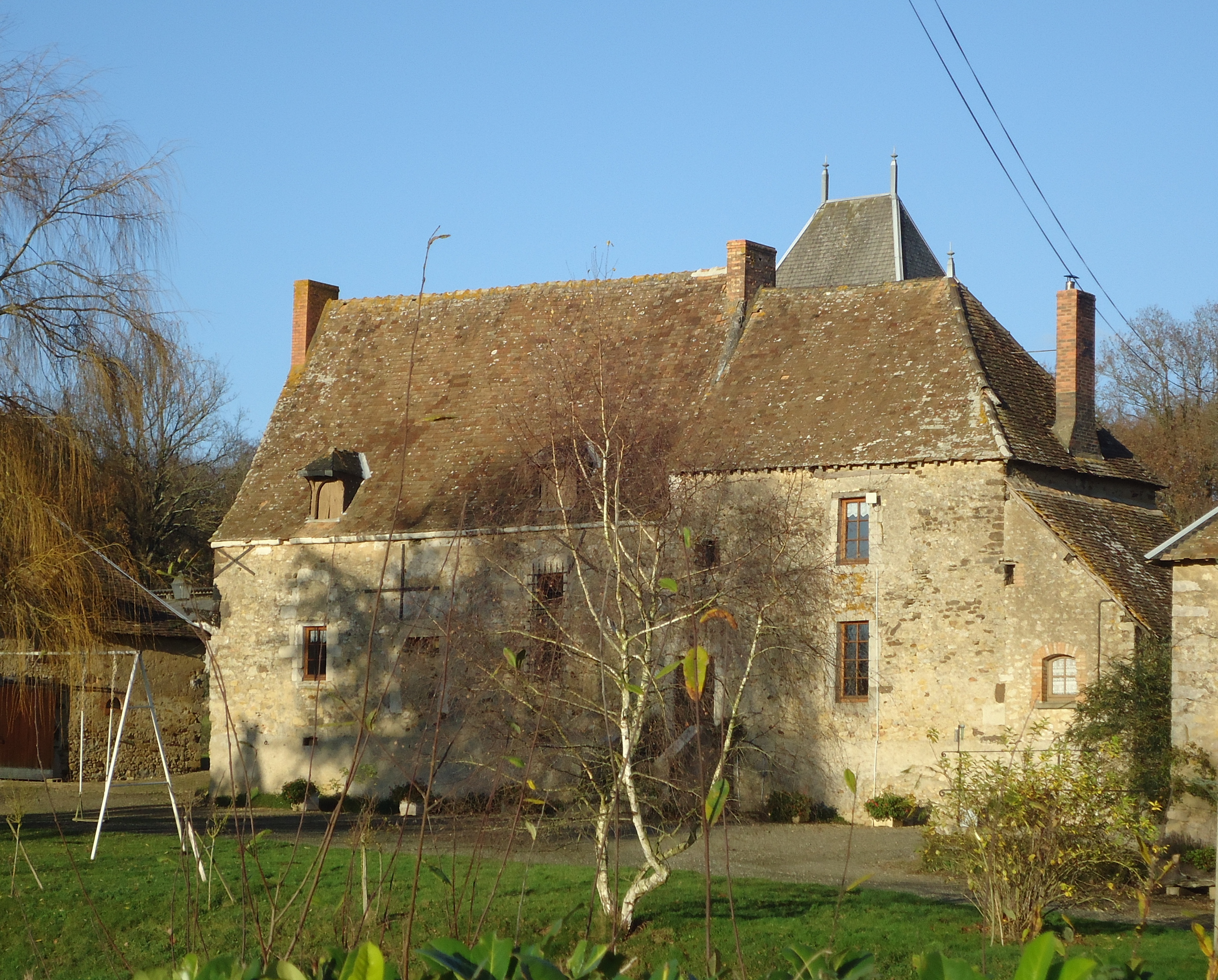
Le manoir de Préau.

### Patrimoine religieux
- Église Saint-Martin de Chemiré-le-Gaudin, du XIe siècle, refermant 6 œuvres classées monuments historiques au titre d'objets[24]. La rénovation de l'église, et de la place principale du village, a été un temps fort pour la commune durant l'hiver 2007.

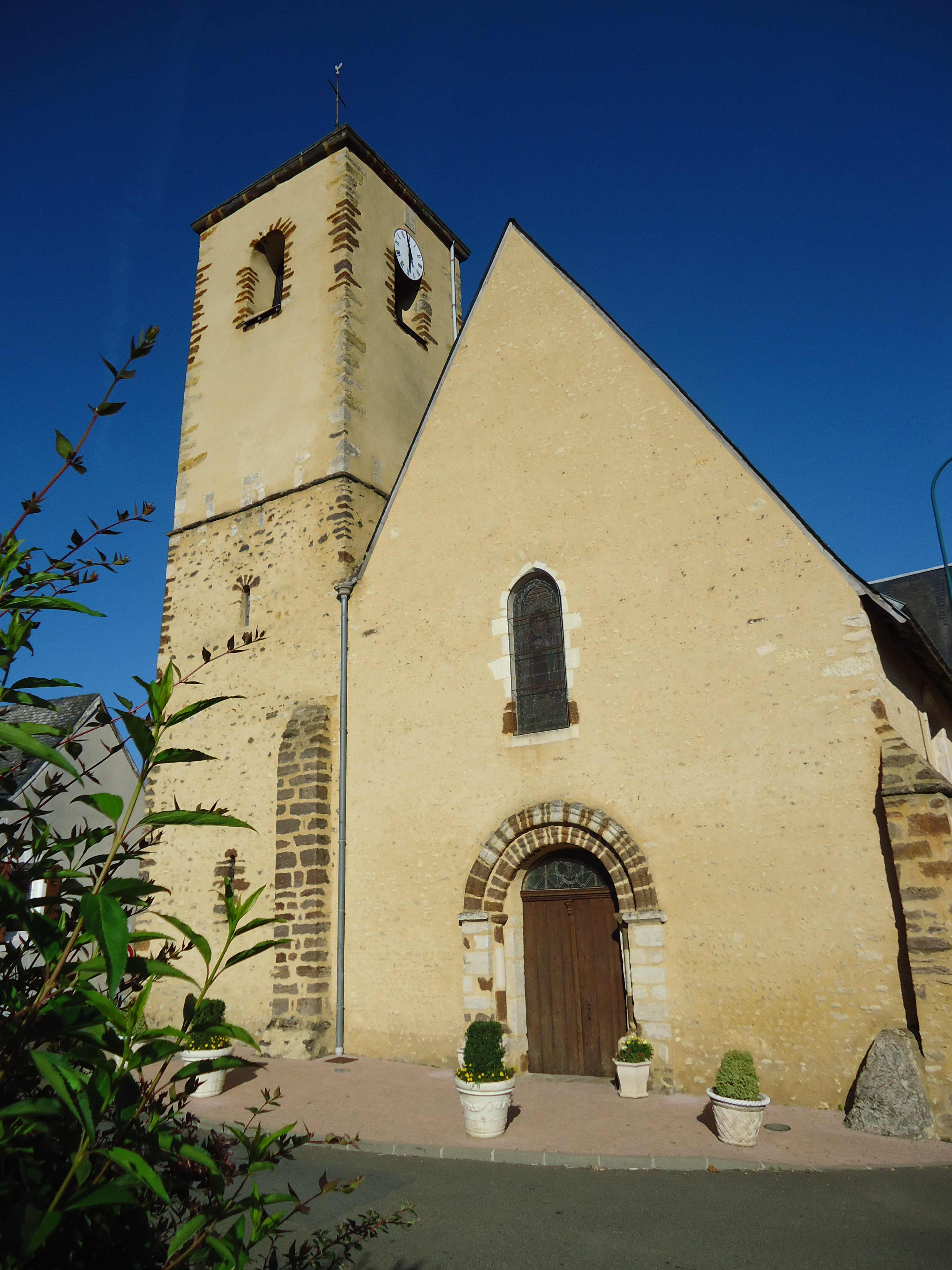
L'église Saint-Martin, portail et clocher.
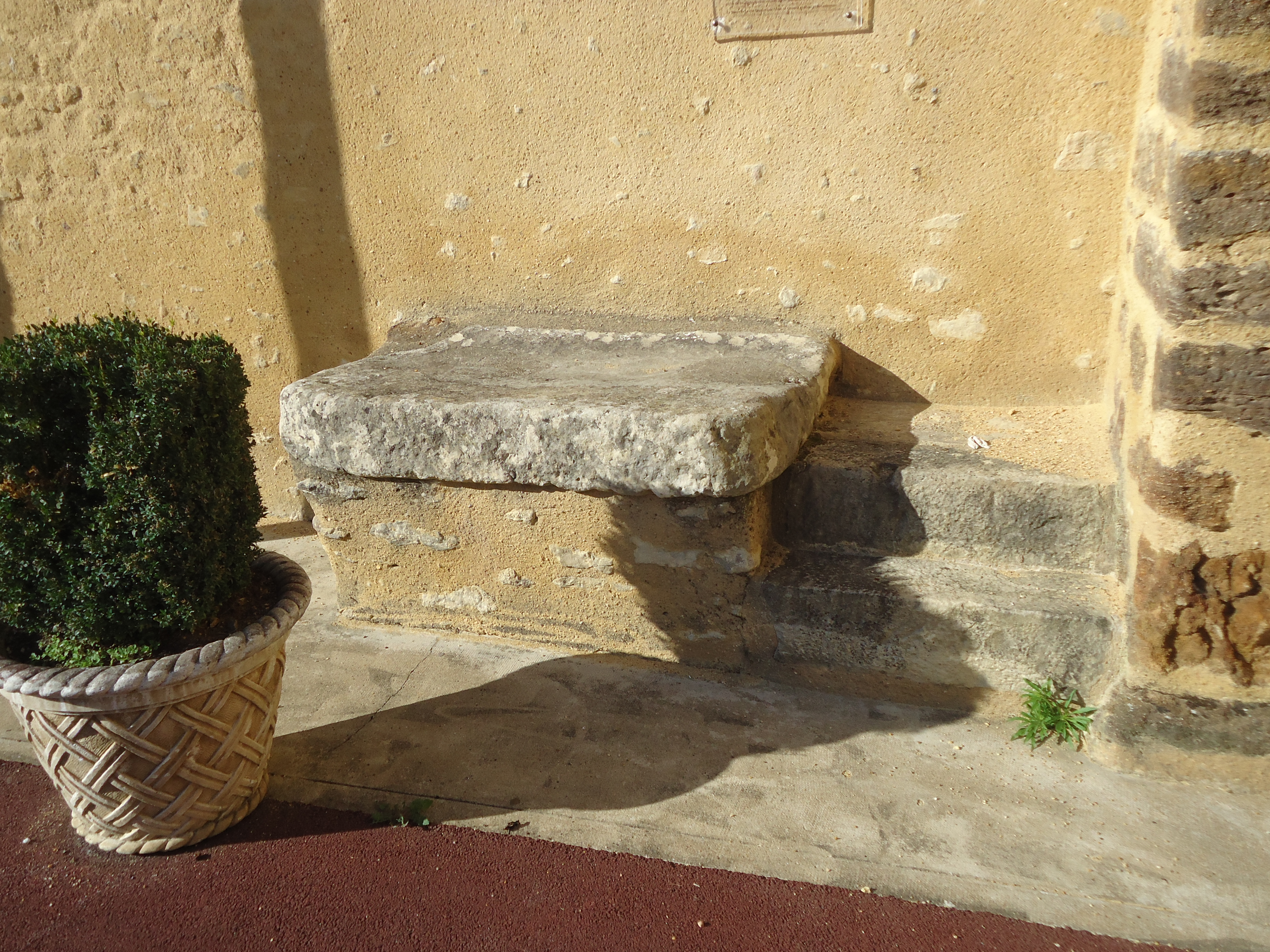
La pierre de criée.

- Église Notre-Dame des XIIe, XVe et XVIIIe siècles, dans le hameau d'Athenay, inscrite au titre des monuments historiques depuis 1988[25], renfermant 5 œuvres classées monuments historiques au titre d'objets[24].
- Croix monumentale du XVIe siècle, à proximité de l'église Notre-Dame d'Athenay, inscrite au titre des monuments historiques depuis 1928[26].
- Église Saint-Benoît du XIe siècle : le clocher de l'église a été détruit par la foudre dans les années 1980 et n'a pas été restauré. À défaut de restauration, l'intérieur bénéficie d'un entretien efficace et consciencieux. L'autel et le chemin de croix sont en très bon état.

L'église Saint-Benoît
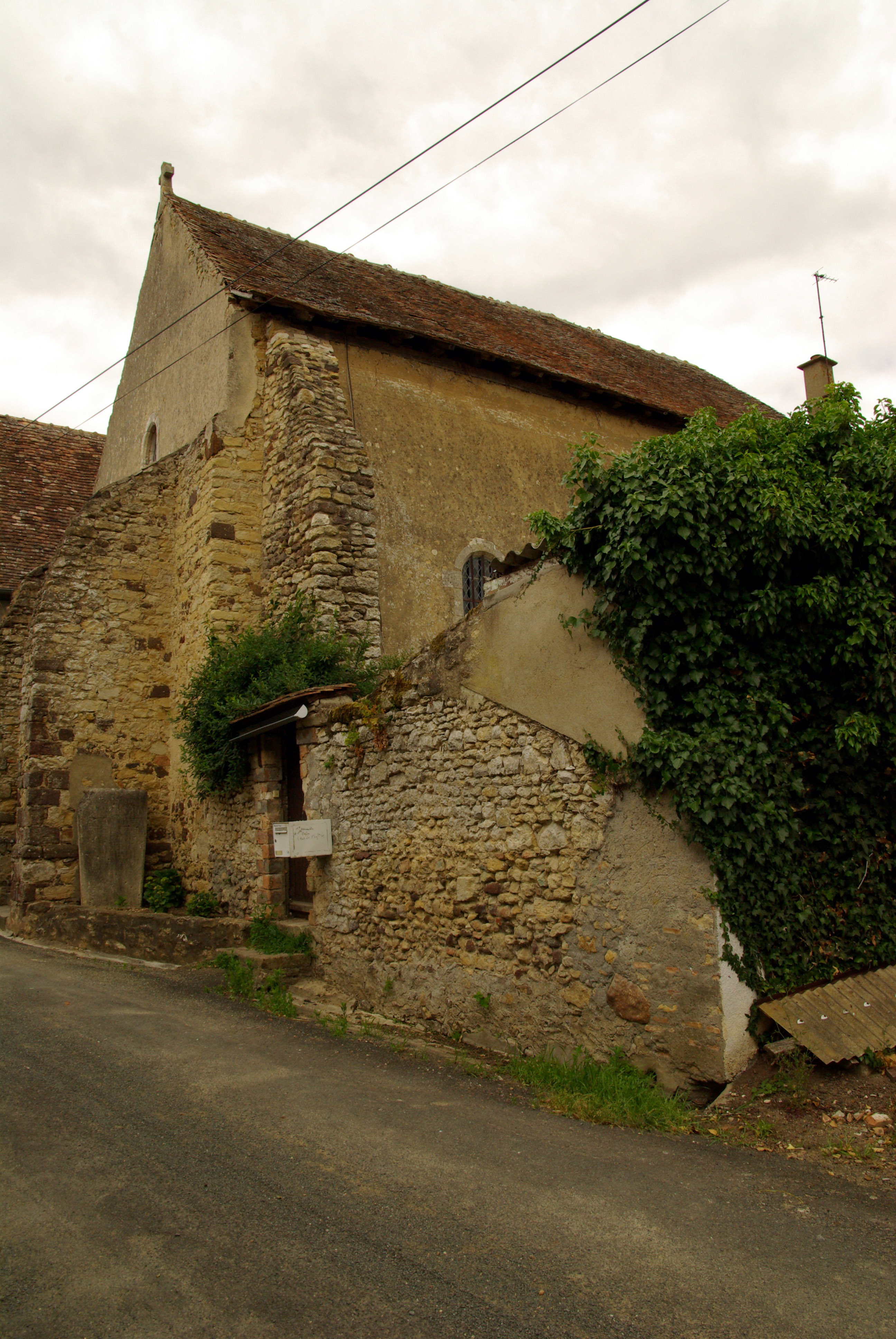
Le bâtiment actuel.
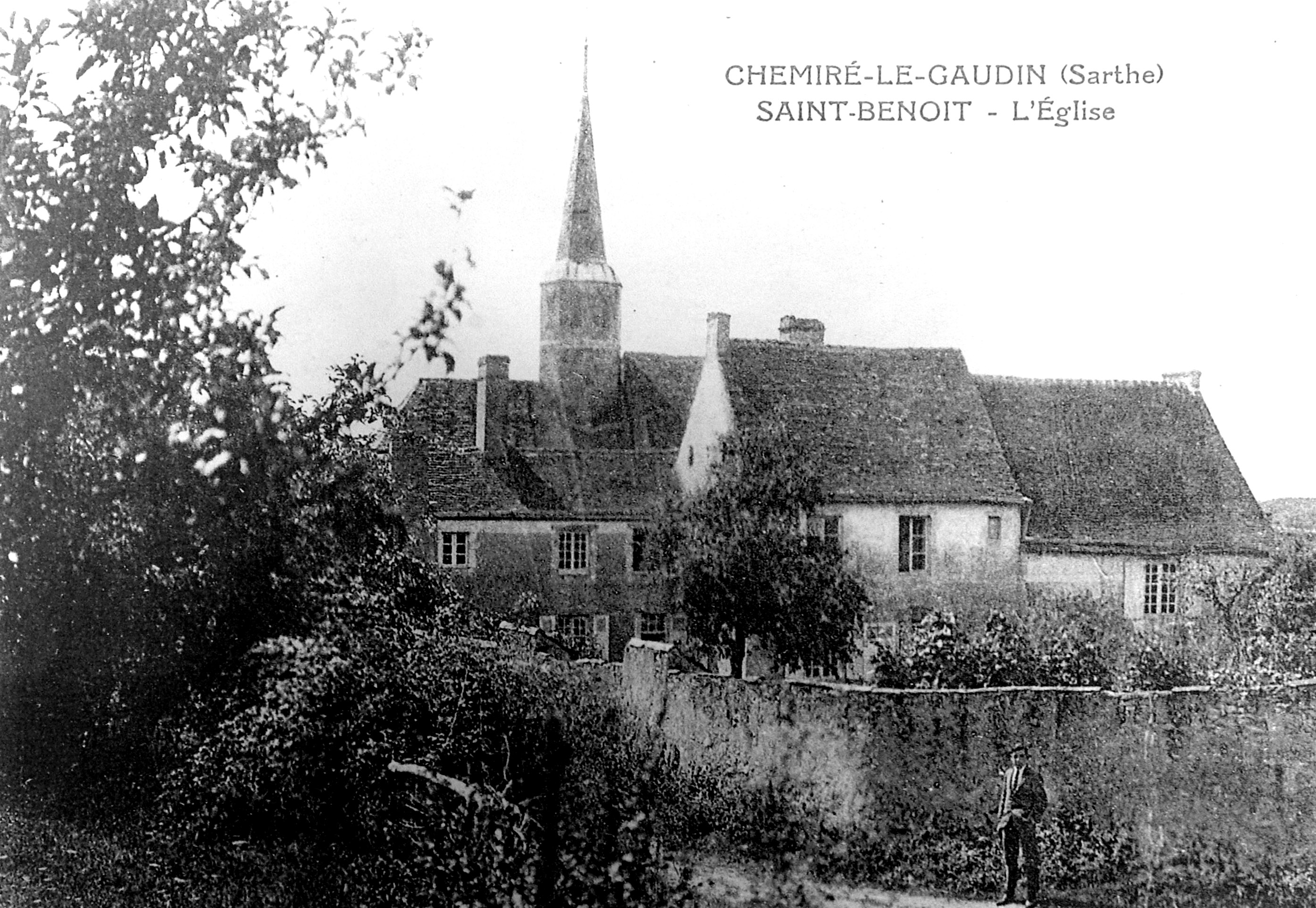
En 1924.
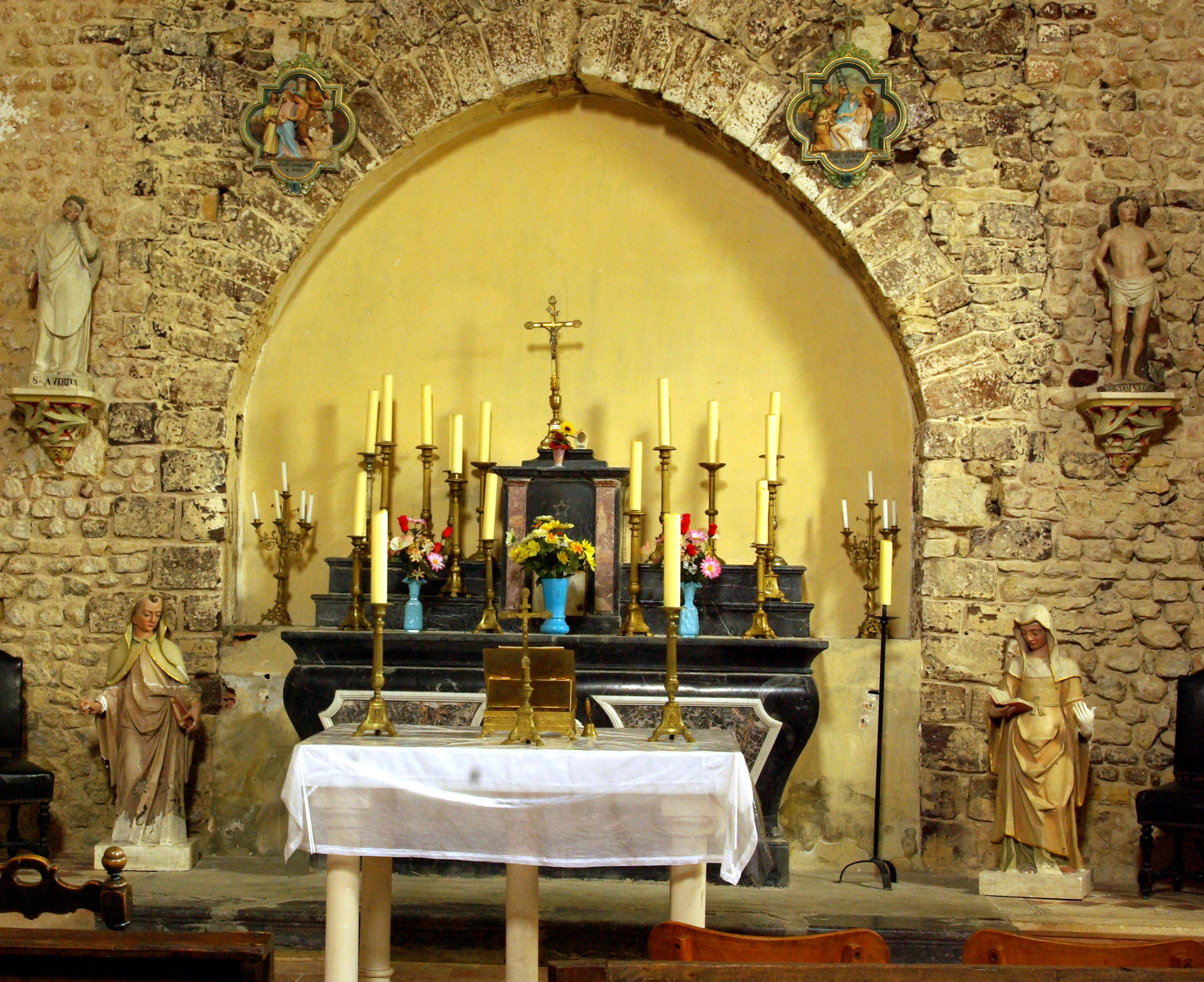
L'autel.
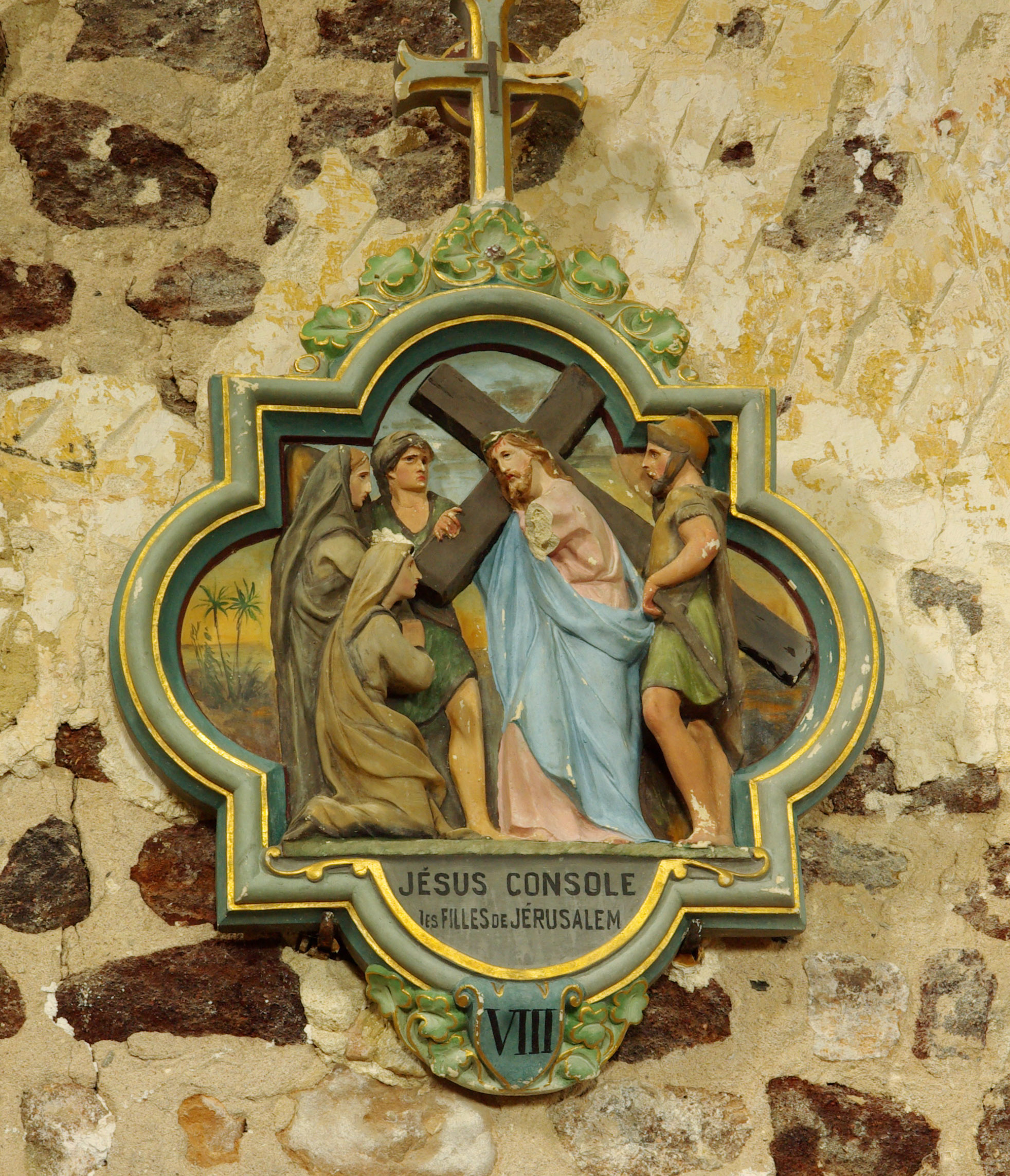
Le chemin de croix.

L'église Saint-Benoît comporte également un Dit des trois morts et des trois vifs, représentation murale montrant trois jeunes gentilshommes interpellés dans un cimetière par trois morts, qui leur rappellent la brièveté de la vie et l'importance du salut de leur âme. Cette fresque n'a pas encore été restaurée.

Dit des trois morts et des trois vifs
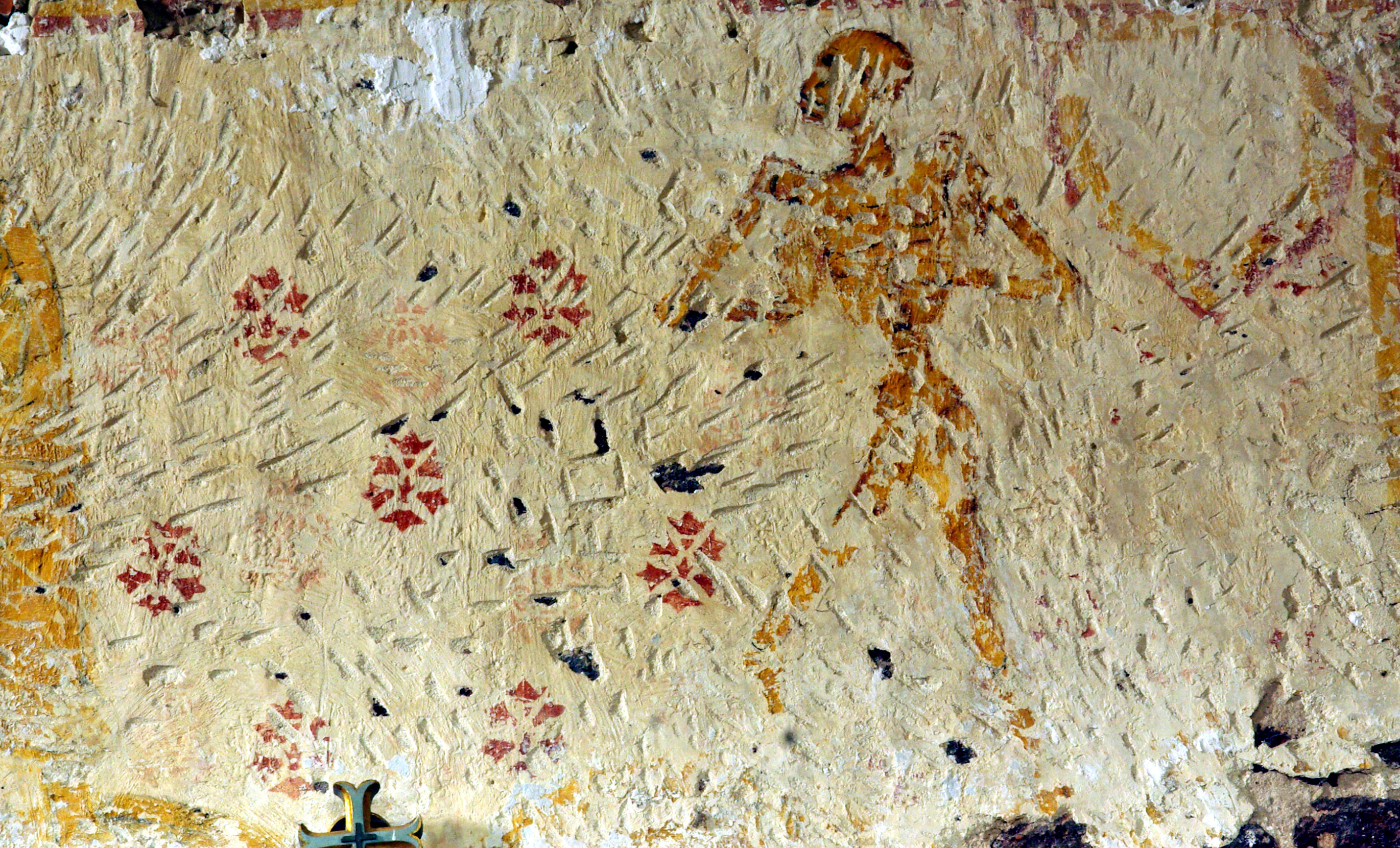
1
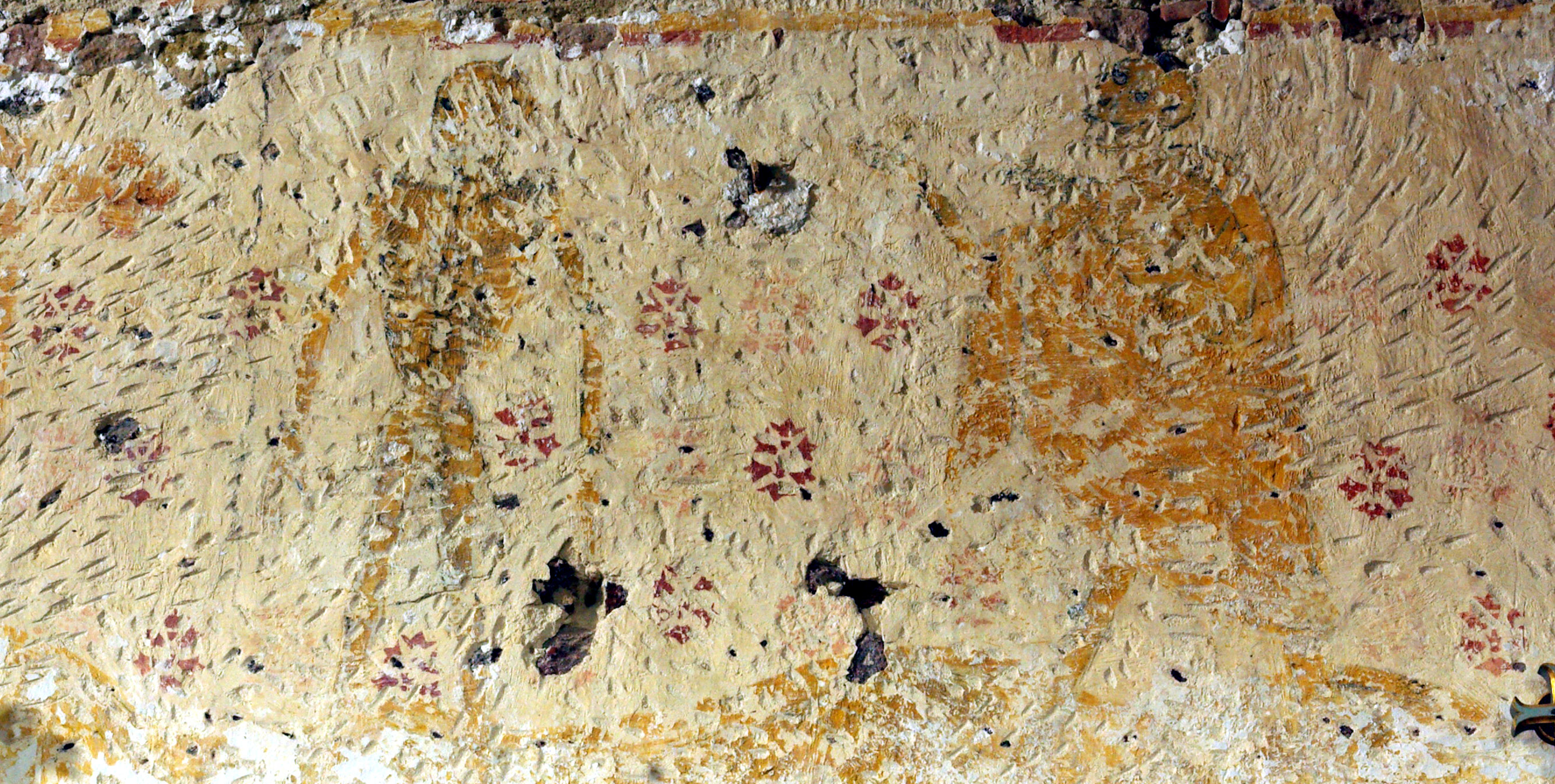
2

## Activité et manifestations

### Jumelages
- Chemiré-le-Gaudin est jumelé depuis 2007 avec la ville de Pengakro en Côte d'Ivoire.

## Personnalités
- André René Le Paige (v. 1699-1781), historien, fut curé de Chemiré-le-Gaudin de 1730 à 1755.
- Jean Lefeuvre (1922-2010), prêtre jésuite et missionnaire en Chine, est né à Chemiré-le-Gaudin.